# NGC 3945
NGC 3945 (również PGC 37258 lub UGC 6860) – galaktyka soczewkowata (SB0), znajdująca się w gwiazdozbiorze Wielkiej Niedźwiedzicy. Odkrył ją William Herschel 19 marca 1790 roku.